# Stabiler Yang-Mills-Zusammenhang
Ein (schwach) stabiler Yang-Mills-Zusammenhang ist im mathematischen Teilgebiet der Differentialgeometrie und insbesondere der Yang-Mills-Theorie ein spezieller Yang-Mills-Zusammenhang, um welchen die Yang-Mills-Wirkung positiv oder sogar strikt positiv gekrümmt ist. Yang-Mills-Zusammenhänge sind Lösungen der Yang-Mills-Gleichungen oder äquivalent lokale Extrema der Krümmung, also kritische Punkte der Yang-Mills-Wirkung, und werden daher festgelegt durch eine verschwindende erste Ableitung einer Variation. (Schwach) stabile Yang-Mills-Zusammenhänge haben darüber hinaus eine positiv oder sogar strikt positiv gekrümmte Umgebung und werden daher festgelegt durch eine positive oder sogar strikt positive zweite Ableitung einer Variation.
Benannt sind (schwach) stabile Yang-Mills-Zusammenhänge nach Chen Ning Yang und Robert Mills.

## Definition
Sei {\displaystyle G} eine kompakte Lie-Gruppe mit Lie-Algebra {\displaystyle {\mathfrak {g}}} und {\displaystyle E\twoheadrightarrow B} ein {\displaystyle G}-Hauptfaserbündel, wobei {\displaystyle B} eine kompakte orientierbare Riemannsche Mannigfaltigkeit mit Metrik {\displaystyle g} und Volumenform {\displaystyle \operatorname {vol} _{g}} ist. Sei {\displaystyle \operatorname {Ad} (E)=E\times _{G}{\mathfrak {g}}} das adjungierte Vektorbündel. {\displaystyle \Omega ^{1}(E,{\mathfrak {g}})\cong \Omega ^{1}(B,\operatorname {Ad} (E))} ist der Raum der Zusammenhänge, welche entweder unter der adjungierten Darstellung {\displaystyle \operatorname {Ad} } invariante Lie-Algebra-wertige oder vektorbündelwertige Differentialformen sind. Da der Hodge-Stern-Operator {\displaystyle \star } mit der Metrik {\displaystyle g} und der Volumenform {\displaystyle \operatorname {vol} _{g}} auf der Basismannigfaltigkeit {\displaystyle B} definiert ist, wird gewöhnlich der zweite Raum benutzt.
Die Yang-Mills-Wirkung ist gegeben durch:
{\displaystyle \operatorname {YM} \colon \Omega ^{1}(B,\operatorname {Ad} (E))\rightarrow \mathbb {R} ,\operatorname {YM} (A):=\int _{B}\|F_{A}\|^{2}\mathrm {d} \operatorname {vol} _{g}.}
Ein Yang-Mills-Zusammenhang {\displaystyle A\in \Omega ^{1}(B,\operatorname {Ad} (E))}, also welcher die Yang-Mills-Gleichungen erfüllt, wird stabil genannt, wenn:
{\displaystyle {\frac {\mathrm {d} ^{2}}{\mathrm {d} t^{2}}}\operatorname {YM} (\alpha (t))\vert _{t=0}>0}
für jede glatte Familie {\displaystyle \alpha \colon (-\varepsilon ,\varepsilon )\rightarrow \Omega ^{1}(B,\operatorname {Ad} (E))} mit {\displaystyle \alpha (0)=A} gilt. {\displaystyle A} wird schwach stabil genannt, wenn nur {\displaystyle \geq 0} gilt. Ein Yang-Mills-Zusammenhang, welcher nicht schwach stabil ist, wird instabil genannt. Zum Vergleich ist die Bedingung für einen Yang-Mills-Zusammenhang gegeben durch:
{\displaystyle {\frac {\mathrm {d} }{\mathrm {d} t}}\operatorname {YM} (\alpha (t))\vert _{t=0}=0.}
Für einen (schwach) stabilen oder instabilen Yang-Mills-Zusammenhang {\displaystyle A\in \Omega ^{1}(B,\operatorname {Ad} (E))} wird dessen Krümmung {\displaystyle F_{A}\in \Omega ^{1}(B,\operatorname {Ad} (E))} als (schwach) stabiles oder instabiles Yang-Mills-Feld bezeichnet.

## Eigenschaften
- Alle schwach stabilen Yang-Mills-Zusammenhang auf {\displaystyle S^{n}} für {\displaystyle n\geq 5} sind flach.[3][5][6][7] James Simons präsentierte dieses Resultat ohne schriftliche Publikation in Tokio im September 1977 während eines Symposiums zu „Minimal Submanifolds and Geodesics“.
- Gibt es für eine kompakte {\displaystyle n}-dimensionale glatte Untermannigfaltigkeit von {\displaystyle \mathbb {R} ^{n+1}} ein {\displaystyle \varepsilon >0}, sodass:
{\displaystyle {\frac {2}{n-2}}\varepsilon <\lambda _{i}\leq \varepsilon }

an jedem Punkt für alle Hauptkrümmungen {\displaystyle \lambda _{1},\ldots ,\lambda _{n}}, dann sind alle schwach stabilen Yang-Mills-Zusammenhänge auf dieser flach. Wie sich an der Ungleichung zeigt, ist das Resultat nur für {\displaystyle n\geq 5} anwendbar, wobei sich das vorherige Resultat als Spezialfall ergibt.
- Alle schwach stabilen Yang-Mills-Zusammenhänge auf {\displaystyle S^{4}} mit Eichgruppe {\displaystyle \operatorname {SU} (2)}, {\displaystyle \operatorname {SU} (3)} oder {\displaystyle \operatorname {U} (2)} sind entweder antiselbstdual oder selbstdual.[3][9]
- Alle schwach stabilen Yang-Mills-Zusammenhänge auf einer kompakten orientierbaren homogenen Riemannschen {\displaystyle 4}-Mannigfaltigkeit mit Eichgruppe {\displaystyle \operatorname {SU} (2)} sind entweder antiselbstdual, selbstdual oder reduzieren sich auf ein abelsches Feld.[3][10]

## Yang-Mills-instabile Mannigfaltigkeiten
Eine kompakte Riemannsche Mannigfaltigkeit, für welche für kein Hauptfaserbündel über ihr (mit einer kompakten Lie-Gruppe als Eichgruppe) ein stabiler Yang-Mills-Zusammenhang existiert, wird Yang-Mills-instabil (kurz YM-instabil) genannt. Etwa sind die Sphären {\displaystyle S^{n}} für {\displaystyle n\geq 5} alle Yang-Mills-instabil nach dem obigen Resultat von James Simons. Eine Yang-Mills-instabile Mannigfaltigkeit hat immer eine verschwindende zweite Betti-Zahl. Zentral für den Beweis ist dabei, dass der unendliche komplexe projektive Raum {\displaystyle \mathbb {C} P^{\infty }} sowohl der klassifizierende Raum {\displaystyle \operatorname {BU} (1)} als auch der Eilenberg-MacLane-Raum {\displaystyle K(\mathbb {Z} ,2)} ist. Daher werden {\displaystyle \operatorname {U} (1)}-Hauptfaserbündel über einer Yang-Mills-instabilen Mannigfaltigkeit {\displaystyle X} (aber sogar allgemeiner über jedem CW-Komplex) durch deren zweite Kohomologie (mit Koeffizienten in den ganzen Zahlen) klassifiziert:
{\displaystyle \operatorname {Prin} _{\operatorname {U} (1)}\left(X\right)=[X,\operatorname {BU} (1)]=[X,K(\mathbb {Z} ,2)]=H^{2}(X,\mathbb {Z} ).}
Auf einem nichttrivialen {\displaystyle \operatorname {U} (1)}-Hauptfaserbündel über {\displaystyle X}, welches bei einer nichttrivialen zweiten Kohomologie existiert, ließe sich ein stabiler Yang-Mills-Zusammenhang konstruieren.
Offene Probleme zu Yang-Mills-instabilen Mannigfaltigkeiten sind:
- Ist jede einfach zusammenhängende kompakte einfache Lie-Gruppe immer Yang-Mills-instabil?
- Ist jede Yang-Mills-instabile einfach zusammenhängende kompakte Riemannsche Mannigfaltigkeit immer harmonisch instabil? Da {\displaystyle S^{n}\times S^{1}} für {\displaystyle n\geq 5} Yang-Mills-instabil, aber nicht harmonisch instabil ist, kann nicht auf die Bedingung einfach zusammenhängend zu sein verzichtet werden.